# Eremaeus major
Eremaeus major är en spindeldjursart som beskrevs av Mihelcic 1953. Eremaeus major ingår i släktet Eremaeus, och familjen Eremaeidae. Arten är reproducerande i Sverige.